# Đài Phát thanh - Truyền hình Quốc gia Litva
Đài Phát thanh - Truyền hình Quốc gia Litva (tiếng Litva: Lietuvos nacionalinis radijas ir televizija) là đài truyền hình công cộng và lớn nhất tại Litva. LRT chịu sự quản lý và tài trợ bởi chính phủ Litva. LRT cũng là thành viên Liên hiệp Phát sóng châu Âu kể từ năm 1993.